# Refrescante...
Refrescante..., titulado Menudo en la versión brasileña, es un álbum de estudio de la boy band puertorriqueña Menudo, lanzado en 1986 por RCA Records. Es el decimoséptimo álbum en idioma español lanzado por el grupo y el tercero lanzado en idioma portugués. La formación de la época incluía a los integrantes: Ricky Martin, Robby Rosa, Charlie Massó, Raymond Acevedo y Sérgio González.
El álbum fue producido por el trío Edgardo Dias, Carlos Vilela y Alejandro Monroy (estos dos últimos los principales compositores del trabajo). La lista de canciones incluye temas en los estilos balada y pop. 
En cuanto a la versión brasileña, fue la primera vez que el grupo grabó canciones escritas por compositores de Brasil: el sencillo "Diga Sim", por ejemplo, fue escrito por Ed Willson y Carlos Colla; la canción "Alegria" es una composición de Michael Sullivan y Paulo Massadas, y "Cara ou Coroa" es una versión realizada por Carlos Costa.

## Sencillos
"Bésame" fue lanzado como el primer sencillo del trabajo. Entre los sencillos lanzados, fue el de mejor desempeño comercial en la lista musical de la revista Billboard, alcanzando la posición número 21 en la Hot Latin Songs, la mejor posición del grupo con un sencillo en esta lista.
Otros sencillos extraídos de la versión en español son: "Hoy Me Voy Para México", "A Cara, O Cruz", "Salta La Valla", "Amiga Mia", "La Primera Vez". "Hoy Me Voy Para México" fue regrabada en inglés como "I'm Going Back to the Philippines" e incluida en el cuarto álbum en inglés del grupo, "In Action", lanzado en 1987.
Los sencillos de Menudo (edición en portugués del álbum) fueron las canciones "Cara ou Coroa", y "Diga Sim", que alcanzó el top 10 de la radio 105 FM. La pista "Hoje a Noite não tem Luar" fue grabada por el grupo brasileño Legião Urbana, en su álbum Acústico MTV. Según uno de los integrantes del grupo, Dado Villa-Lobos, el vocalista Renato Russo era fanático de Menudo y asistió a su gira en Río de Janeiro.

## Recepción crítica
En cuanto a las reseñas de los críticos de música, el crítico del sitio AllMusic calificó el álbum con dos estrellas de cinco, aunque no escribió ningún comentario al respecto.
Edgar Augusto, del Diário do Pará, en su reseña para la versión en portugués del disco, afirmó que el álbum solo tiene como novedad respecto a los trabajos anteriores del grupo el idioma. Según el periodista, las "baterías electrónicas, sintetizadores remendados, violines, melodías aburridas y letras supuestamente juveniles" presentes en los álbumes anteriores también están presentes en Menudo. Concluyó la reseña escribiendo: "Para los Menudos, solo otro disco. Para nosotros, una tontería".

## Desempeño comercial
El álbum alcanzó la posición número 16 en la lista musical Latin Pop Albums de la revista Billboard. 

## Lista de canciones
| N.º | Título                                 | Performer                    | Duración |  |
| 1.  | «Salta La Valla»                       | Charlie Massó                | 3:22     |  |
| 2.  | «Hoy Me Voy Para México»               | Raymond Acevedo              | 3:26     |  |
| 3.  | «Con Un Beso Y Una Flor»               | Ricky Martin                 | 3:27     |  |
| 4.  | «La Primera Vez»                       | Robby Rosa                   | 2:54     |  |
| 5.  | «América»                              | Sérgio González              | 2:54     |  |
| 6.  | «A Cara O Cruz»                        | Charlie Massó and Robby Rosa | 3:54     |  |
| 7.  | «Amor, Siempre Amor»                   | Raymond Acevedo              | 3:34     |  |
| 8.  | «Bésame»                               | Robby Rosa                   | 3:54     |  |
| 9.  | «Yo Te Quiero Mucho» (Only in Spanish) | Ricky Martin                 | 3:00     |  |
| 10. | «Amiga Mía»                            | Sérgio González              | 3:01     |  |

| Portuguese Edition |                                 |                              |          |  |
| N.º                | Título                          | Performer                    | Duración |  |
| 1.                 | «Vem Pra Luz do Sol»            | Charlie Massó                | 3:22     |  |
| 2.                 | «Hoje A Noite Não Tem Luar»     | Raymond Acevedo              | 3:26     |  |
| 3.                 | «Com Um Beijo e Uma Flor»       | Ricky Martin                 | 3:27     |  |
| 4.                 | «Segredo»                       | Robby Rosa                   | 4:11     |  |
| 5.                 | «E Deus Criou A Mulher»         | Sérgio González              | 2:54     |  |
| 6.                 | «Cara Ou Coroa»                 | Charlie Massó and Robby Rosa | 3:54     |  |
| 7.                 | «Amor, Sempre Amor»             | Raymond Acevedo              | 3:34     |  |
| 8.                 | «Apaga As Luzes»                | Robby Rosa                   | 3:54     |  |
| 9.                 | «Minha Princesa»                | Sérgio González              | 3:01     |  |
| 10.                | «Alegria» (Only in Portuguese)  | Charlie Massó                | 3:03     |  |
| 11.                | «Diga Sim» (Only in Portuguese) | Robby Rosa                   | 3:42     |  |

### Créditos y personal
- Letra, Música, Arreglos , dirección y realización : Carlos Villa y Alejandro Monroy.
- Grabado y Mezclado en: Estudios Eurosonic, Madrid, España.Audio América, Orlando, Florida.
- Técnico de Grabación y Mezcla: Juan Vinader y Héctor Iván Rosa
- Colaboración : Juan Márquez

## Posicionamiento en listas

### Semanales
| Tabla musical (1986)                        | Mejor posición |
| ------------------------------------------- | -------------- |
| Estados Unidos (Billboard Latin Pop Albums) | 16             |